# Horst Grabert

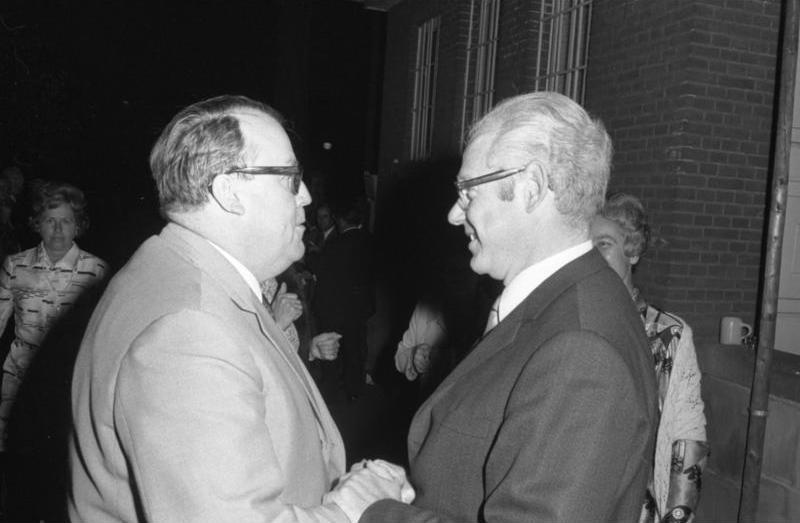
Horst Grabert (rechts), 1972 (mit Josef Ertl)

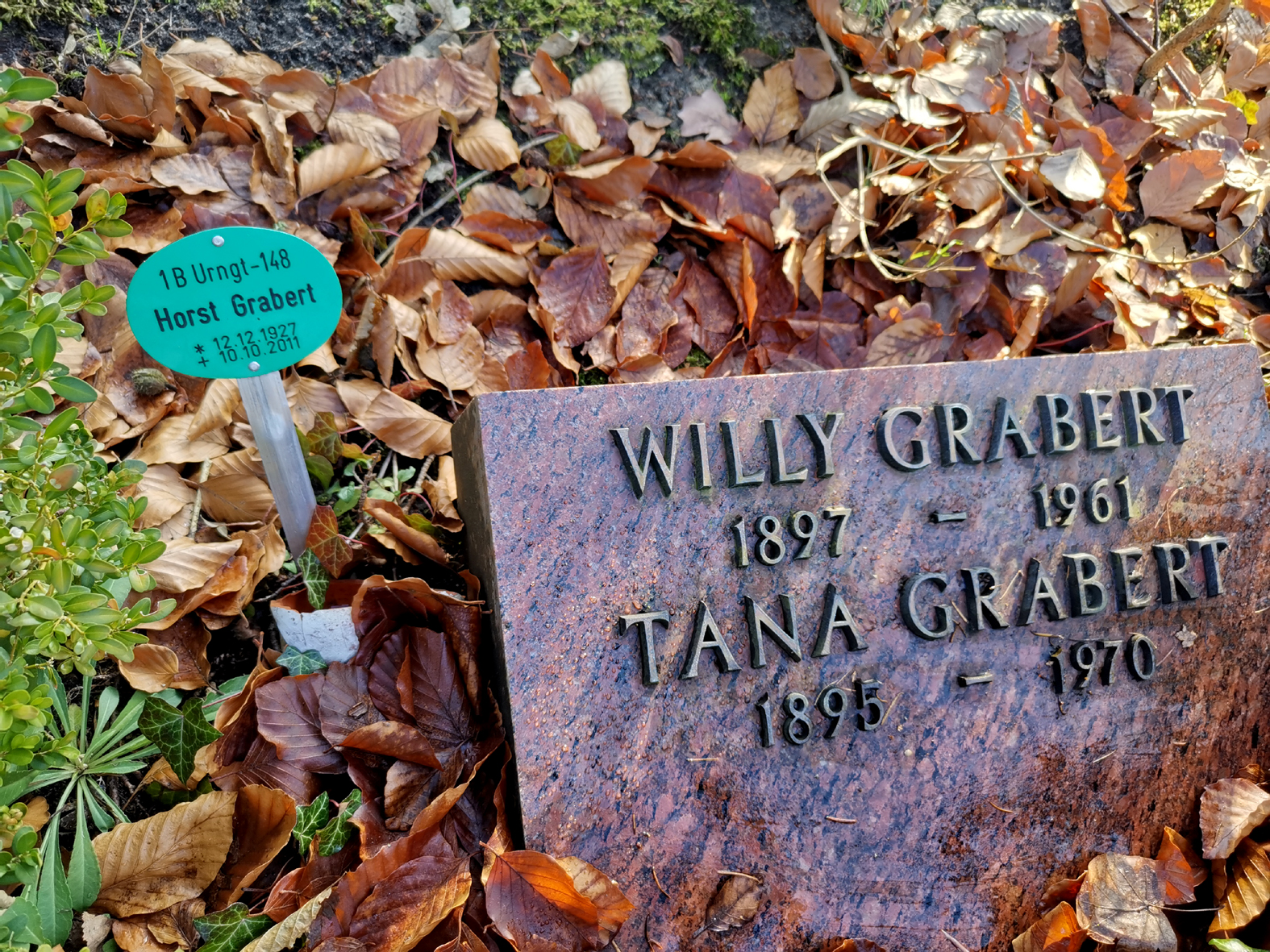
Grabstelle von Horst Grabert auf dem Parkfriedhof Berlin-Lichterfelde

Horst Grabert (* 12. Dezember 1927 in Berlin; † 10. Oktober 2011 ebenda) war ein deutscher Politiker (SPD) und Diplomat.

## Leben
Horst Graberts Vater arbeitete, nach seinem Einsatz als Frontoffizier im Ersten Weltkrieg, als Buchhalter. Obgleich Horst Grabert ebenso wie seine jüdische Mutter 1939 evangelisch getauft wurde, musste Horst Grabert 1942 das Steglitzer Gymnasium in Berlin verlassen. Nach einer Lehre als Bauzeichner kam er 1944 in ein Arbeitslager. Ohne Abitur konnte er nach einer Sonderprüfung ab 1946 an der Technischen Universität Berlin Bauingenieurwesen studieren und wurde 1951 Diplom-Ingenieur.
Grabert war Mitglied der SPD und wirkte zeitweise als Kreisvorsitzender in Steglitz und als Mitglied des Landesvorstands.
Im Jahr 1952 trat Grabert in die West-Berliner Verwaltung ein und wurde Regierungs-Baureferendar beim Senator für das Bau- und Wohnungswesen. 1954 wurde er Bauassistent; 1955 legte er das Bauassessor-Examen ab und stieg in der Folge 1956 bis 1967 in der Berliner Senatsverwaltung für Bau- und Wohnungswesen vom Baurat zum Oberbaurat, Baudirektor und 1963 zum Senatsdirektor auf. Von 1967 bis 1969 war er Chef der Senatskanzlei, von 1969 bis 1972 Senator für Bundesangelegenheiten und zugleich der Bevollmächtigte beim Bund des Landes Berlin. Zwischen 1971 und 1972 erfolgte seine Mandatsniederlegung. Bei der Berliner Wahl 1971 wurde er als Mitglied in das Abgeordnetenhaus von Berlin gewählt, schied aber wegen seiner Tätigkeit in Bonn im Januar 1973 aus.
Von 1972 bis 1974 war Grabert als Staatssekretär Chef des Bundeskanzleramtes. Nach seiner Zeit im Kanzleramt war er als deutscher Botschafter in Österreich (1974–1979, Wien), Jugoslawien (1979–1984, Belgrad) und Irland (1984–1987), wo er in Booterstown arbeitete, tätig.
Horst Grabert war ab 1954 mit Katharina Grabert, geborene Jahncke, verheiratet und hatte zwei Kinder (Martin und Cordula).

## Auszeichnungen
- 1973: Großes Silbernes Ehrenzeichen am Bande für Verdienste um die Republik Österreich[3]
- 1979: Großes Goldenes Ehrenzeichen für Verdienste um die Republik Österreich[3]
- 1984: Bundesverdienstkreuz 1. Klasse

## Veröffentlichungen
- Das Rätsel Jugoslawien. In: Zieht die Linke in den Krieg? Beiträge zur Debatte um Kampfeinsätze aus rot-grüner Sicht, hrsg. v. Katrin Fuchs, Peter von Oertzen und Ludger Volmer, 1993 (ISBN 3-922489-16-8)
- Um Europas Zukunft. In: Blätter für deutsche und internationale Politik, 1994, S. 795–799
- Von der Anerkennung zum Bundeswehreinsatz. Deutsche Politik und der Jugoslawienkonflikt. In: Wissenschaft & Frieden, 2/1996 (online)
- Wehe, wenn du anders bist. Ein politischer Lebensweg für Deutschland, Stekovics, Dößel 2003, ISBN 3-89923-040-X (Autobiografie).